# Instituto Nacional de Normalización (Chile)
El Instituto Nacional de Normalización (INN) es una fundación de derecho privado sin fines de lucro, creada por CORFO.  Su rol es contribuir al desarrollo productivo del país, fomentando la elaboración y uso de normas chilenas, coordinando la Red Nacional de Metrología y acreditando organismos de evaluación de la conformidad.
El INN es el organismo reconocido en materia de normalización en el país, además es fundador y miembro de International Organization for Standardization (ISO). 
El INN es continuador legal del Instituto Nacional de Investigaciones Tecnológicas, Indictecnor, cuya génesis se remonta a 1944. Desde el año 1973, en que el Instituto cambió su personalidad jurídica y pasó a llamarse INN éste ha trabajado en torno a la elaboración y difusión de las normas chilenas (NCh).

## Actividades
El Instituto Nacional de Normalización, INN, está estructurado en siete unidades organizacionales: Dirección Ejecutiva, Normas, Acreditación, Metrología, Difusión y Capacitación, Desarrollo, y Administración y Finanzas.
A través del Instituto Nacional de Normalización, Chile cuenta con reconocimiento internacional en materias de normalización, acreditación y metrología.

## Normalización
El INN es miembro de la International Organization for Standardization, ISO, principal ente normalizador internacional, de la que es fundador a partir de 1947. Desde 1969 es fundador y parte de la Comisión Panamericana de Normas Técnicas, COPANT. Ambas instituciones se preocupan de promover, incentivar y desarrollar estudios de normas en el ámbito internacional.

## Acreditación
El INN es miembro de la Cooperación Interamericana de Acreditación, IAAC, desde su fundación en 1996; participa en el Foro Internacional de Acreditación, IAF; y en la Cooperación Internacional de Acreditación de Laboratorios, ILAC. Estas organizaciones establecen y difunden los criterios comunes de evaluación de la conformidad y promueven la realización de acuerdos de reconocimiento entre los organismos nacionales de acreditación del mundo.

## Metrología
El INN es reconocido como el Instituto Nacional Metrológico (NMI, por su sigla en inglés) ante la Oficina Internacional de Pesas y Medidas, BIPM. También es signatario ante el Sistema Interamericano de Metrología, SIM. El INN administra la Red Nacional de Metrología, RNM.
La RNM es una instancia reconocida por el Estado de Chile para articular y administrar el sistema de aseguramiento metrológico, que garantiza las mediciones realizadas en Chile de modo que sean comparables, trazables y aceptadas en otros países.

## Normas destacadas
- NCh2728 : OTEC Análisis e implementación.
- NCh/ISO17000.Of2005 : Evaluación de la conformidad - Vocabulario y principios generales.
- NCh2773.Of2005 Aves trozadas - Definición de cortés.
- NCh2981.Of2005 Miel de abejas - Denominación de origen botánico mediante ensayo melisopalinológico.
- NCh2957.Of2006 Madera - Material de propagación de uso forestal.

## Normas de turismo
| Normas de Alojamiento Turístico                                                                          | Norma          |
| --- | -------------- |
| Clasificación, calificación y terminología de los establecimientos de alojamiento turístico              | NCh2760.Of2007 |
| Albergues, refugios u hostels – Requisitos para su calificación                                          | NCh2971.Of2006 |
| Camping o recinto de campamento – Requisitos para su calificación                                        | NCh2948.Of2006 |
| Hostales y residenciales – Requisitos para su calificación                                               | NCh2960.Of2006 |
| Alojamiento familiar o Bed & Breakfast – Requisitos para su calificación                                 | NCh2941.Of2005 |
| Centro de turismo de naturaleza o Lodge – Requisitos para su calificación                                | NCh3009.Of2006 |
| Haciendas o estancias – Requisitos para su calificación                                                  | NCh3002.Of2007 |
| Hosterías – Requisitos para su calificación                                                              | NCh2963.Of2006 |
| Apart-hoteles – Requisitos para su calificación                                                          | NCh2980.Of2005 |
| Complejos turísticos o Resort – Requisitos para su calificación                                          | NCh2949.Of2005 |
| Hoteles – Requisitos para su calificación                                                                | NCh2912.Of2005 |
| Moteles o cabañas – Requisitos para su calificación                                                      | NCh2964.Of2005 |
| Termas – Requisitos para su calificación                                                                 | NCh2939.Of2005 |
| Departamentos turísticos, suites ejecutivas y departamentos ejecutivos – Requisitos para su calificación | NCh3027.Of2007 |
| Hospedaje rural – Requisitos para su calificación                                                        | NCh3015.Of2006 |
| Baños termales o balnearios termales – Requisitos para su calificación                                   | NCh3006.Of2006 |
| Centros de esquí – Requisitos                                                                            | NCh3074.Of2007 |